# Frank D'Rone
Frank D'Rone (Brockton; 26 de abril de 1932 - Weaton; 3 de octubre de 2013) fue un cantante y guitarrista estadounidense de jazz y música pop.
Su estilo ha sido definido como sincero y nada pretencioso. Obtuvo un gran éxito en las listas del Reino Unido en 1960 con la canción "Strawberry Blonde (The Band Rocked On)".

## Biografía
Creció en Providence, Rhode Island, y comenzó a cantar y tocar la guitarra de forma profesional a los cinco años de edad. A los 11, tenía su propio programa de radio local. A los 13, obtuvo un Artist’s Degree en guitarra clásica en el American Guild of Stringed Instruments. A los 18, D'Rone se marchó a Nueva York y otros lugares, trasladándose luego a Chicago a finales de los 50. 
Allí obtuvo éxito en los clubs, atrayendo la atención de artistas consagrados de jazz como Oscar Peterson, Stan Kenton y Nat King Cole. Dick LaPalm, promotor de grabaciones de Nat Cole, Peggy Lee y otros le consiguió su primer contrato de grabación con Mercury records y lo presentó a Nat "King" Cole.  
Su primer disco, Frank D'Rone Sings, se realizó en 1959, e incluía unas liner notes del mismo Cole, quien más tarde ayudaría a D'Rone a aparecer varias veces en el Johnny Carson Show en los años sesenta y setenta.
Realizó también un disco con arreglos de Billy May, After the Ball, en 1960.
D'Rone trabajó como cantante en el hungry i nightclub de San Francisco, donde grabó un disco en directo en 1962 titulado In Person. No obstante, su contrato con Mercury Records terminó en esa época. Grabó también para Columbia Records y RCA Camden.